# Phisalixella variabilis
Phisalixella variabilis — вид змій родини Pseudoxyrhophiidae. Ендемік Мадагаскару.

## Поширення і екологія
Phisalixella variabilis мешкають на крайній півночі острова Мадагаскар. Вони живуть в сухих тропічних лісах.

## Збереження
МСОП класифікує цей вид як такий, що перебуває під загрозою зникнення. Phisalixella variabilis загрожує знищення природного середовища.